# Ashlie Brillault
Ashlie Theresa Brillault (n. 21 de mayo de 1987) es una actriz estadounidense. Se hizo famosa con el papel de "Kate" en la serie norteamericana Lizzie McGuire, que fue lanzada en 2001.

## Biografía
Vive en California. Nació en San Francisco (California). Empezó y acabó su carrera en la serie Lizzie McGuire como "Kate Sanders", junto a Hilary Duff, Lalaine y Adam Lamberg.
A los cuatro Ashlie interpretó una pequeña drama de la película Cenicienta, su princesa favorita.

## Filmografía
- Lizzie McGuire (2001) como Kate Sanders.
- The Lizzie McGuire Movie (2003) como Kate Sanders.
- Switcher! (2005) como ella misma.
- One on One (2005-2006) como Ragina.